# Maronesa
La maronesa est une race bovine du Portugal. C'est une race autochtone à ancien multi-rôle reconvertie en race bouchère. Elle est une des plus proches de l'aurochs de toutes les races portugaises.

## Origine

### Historique
Plusieurs hypothèses quant à ses origines ont été échafaudées. En 1919, Bernardo Lima considère qu'elle est le produit d'un métissage entre les races mirandesa et barrosã. En 1907, Miranda do Valle avait décrit la maronesa comme une race primitive pour sa ressemblance avec les aurochs. En 1949, il révise son avis en la proclamant issue de métissage. Ces appréciations ont conduit à ne pas la reconnaitre comme race, un métissage n'étant pas une priorité à préserver. Dans les années 1980, les choses changent ; un herd-book est ouvert et de nouvelles recherches basées sur la génétique moléculaire déclare la maronesa comme une race éloignée des autres races portugaises : elle est de type noir orthoïde, donc issu directement de l'aurochs, qui peuplait la péninsule Ibérique durant la préhistoire. Elle est plus proche des races espagnoles du rameau ibérique que des autres races portugaises.
La première trace écrite de description de la race maronesa remonte à 1835. L'effectif quasi nul en 1970 a toutefois permis de reconstituer patiemment un petit noyau. À partir de cette base, un herd-book a été ouvert en 1989 et l'effectif a atteint 6 600 en 2004 et entre16 000 et 18 000 en 2013. Un programme de préservation a été mis en place mais l'insémination artificielle n'est pas disponible.

### Géographique
La maronesa est originaire du district de Vila Real, au nord du Portugal, dans une région montagneuse aux sous-sols granitiques et schisteux pauvres, une plaine fertile et un plateau.

## Morphologie
C'est une race de taille moyenne. La vache mesure 122 cm en moyenne. Les vaches et les juvéniles ont une forme rectangulaire. Les taureaux ont un développement plus important du train avant et un cou très musclé. Le fanon, pli de peau sous le cou, est bien développé. Les membres sont fins mais solides et les sabots petits et durs. La tête est petite et courte et le front légèrement concave. Les cornes naissent perpendiculairement à la tête, se dirigent vers l'avant puis se courbent vers le haut chez les vaches. Pour les mâles, elles sont plus courtes, de plus fort diamètre et tournées vers l'avant. Entre elles, une touffe de poils plus longs roux sombre forme un toupet.
Elle porte une robe brun sombre à noire. Une ligne dorsale roux sombre court sur l'échine. Les muqueuses sont sombres, auréolées de clair. La mamelle est velue.

## Aptitudes
C'est une race élevée anciennement pour sa force de travail. Les bœufs étaient utilisés en zone de montagne. Les vaches donnaient un peu de lait, transformé en fromage et beurre pour la consommation locale. Les meilleures vaches pouvaient donner jusqu'à quatorze litres de lait par jour.
La vache est précoce avec des premières chaleurs à quinze mois. L'intervalle de 411 jours entre mises bas est symptomatique d'une race moyennement productive. Le vêlage se fait facilement sans aide dans 95 % des cas. Seuls 3 % nécessitent l'intervention d'un vétérinaire. Le lait produit est amplement suffisant pour assurer une croissance rapide du veau.
Les vaches ont une longue période de production. 50 % d'entre elles atteignent neuf ans et quelques-unes sont encore mères à 17 ans.
La production moderne est tournée vers l'élevage de veaux de 7-8 mois. Le troupeau des mères pâture la journée et exploite au mieux les ressources locales. Les veaux passent quelques jours avec leur mère, puis ces dernières retourne dehors alors que le jeune reste en stabulation jusqu'au soir. Les couples mère-veau passent la nuit ensemble. Tout d'abord nourri exclusivement de lait, le jeune va progressivement voir son menu s'élargir à l'herbe, au foin et aux céréales de la région. À 7-8 mois, les jeunes qui ne sont pas concernés par la reproduction sont vendus pour la boucherie. Les femelles sont couvertes par monte publique avec des taureaux répartis dans la zone d'élevage. L'insémination artificielle n'est pas disponible

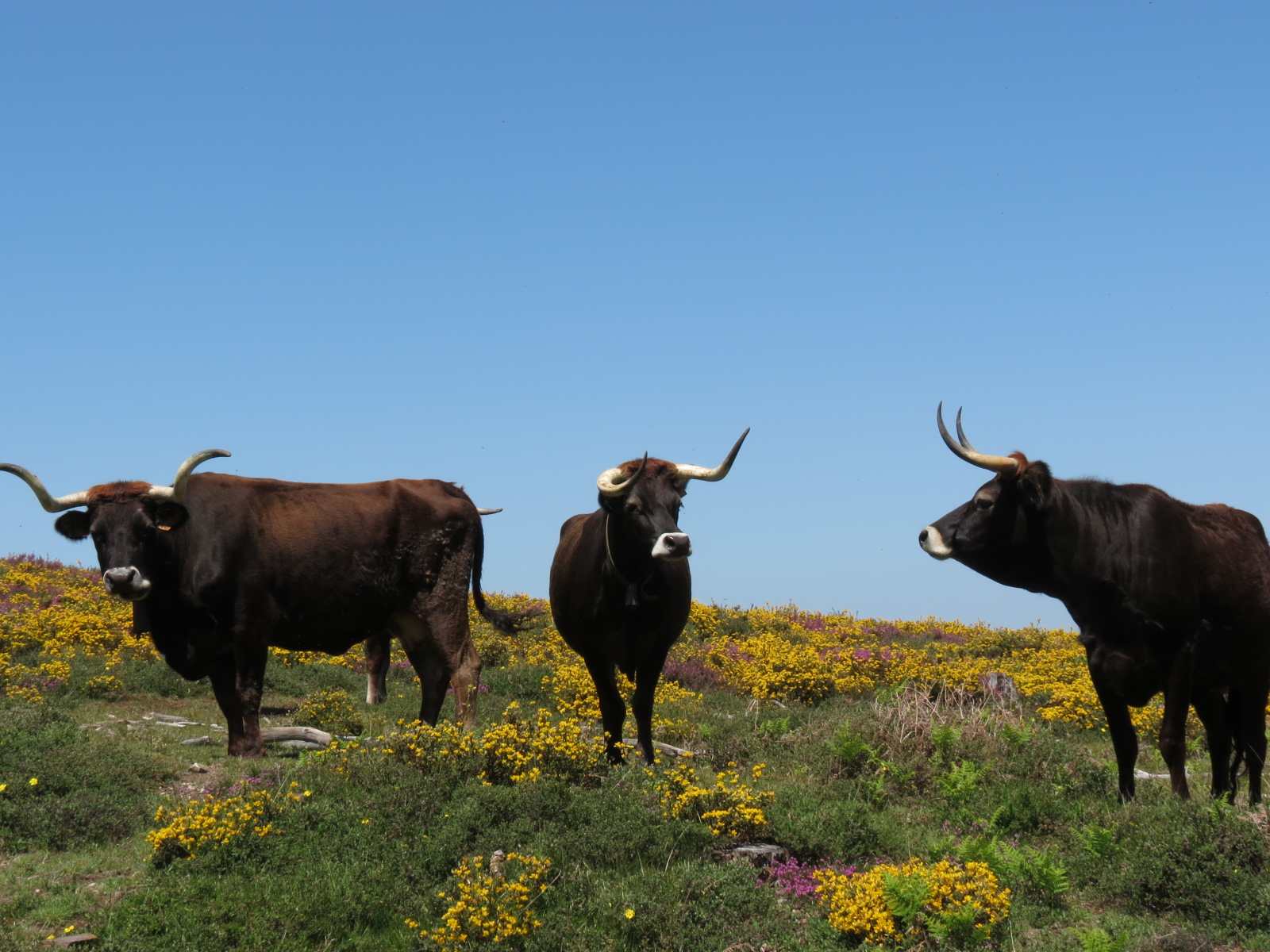
Vaches dans un pâturage montagnard.

Quelques élevages utilisent les qualités des vaches en pratiquant le métissage avec des races bouchères sélectionnées pour donner des veaux plus lourds. Entre un tiers et un quart des veaux sont métis. Les naissances sont étalées sur toute l'année pour alimenter un marché qui n'est pas saisonnier.

## Sources